# Liotrichus stricklandi
Liotrichus stricklandi là một loài bọ cánh cứng trong họ Elateridae. Loài này được Brown miêu tả khoa học năm 1935.